# Europ'Air
Logo de la compagnie EUROP AIR Aérodrome Angoulême-Bel Air en 1974
Europ'Air (code IATA : ER) était une compagnie aérienne régionale française de 3e niveau basée sur l'aéroport d'Angoulême Bel-Air. 

## Histoire
La compagnie aérienne Europ'Air voit le jour en 1967 sur l'aérodrome d'Angoulême-Bel Air.
Elle obtient le 15 juillet 1970, par arrêté, l'autorisation de transport aérien.
Elle commence l'exploitation de la ligne Cognac-Lyon/Bron via Angoulême au début des années 70, elle en a fait la demande en 1971 auprès de la Direction générale de l'Aviation civile (DGAC).
Sous l'égide de la Chambre de commerce et d'industrie d'Angoulême, Europ'Air exploite dès le printemps 1973, la ligne commerciale vers Lyon-Bron en Cessna 310 et 402 au départ d'Angoulême et non plus de Cognac. 
473 passagers était transportés sur l'année 1973. 
La compagnie adhère à l'ATAR (Association des transporteurs aériens régionaux) pour rejoindre les compagnies de 3e niveau Rousseau Aviation, TAT, Air Alpes, Air Limousin, Europe Aéro Service, Avia Taxi France, Air Paris, Air Vosges ou encore Pyrénair.  
Concernant l'exploitation de la ligne Angoulême - Lyon, Europ'Air passera un contrat le 4 juin 1974 avec la société Air Limousin basée sur l'aéroport de Limoges-Bellegarde. Cette dernière espérait récupérer l'escale à Limoges de la ligne Angoulême - Paris exploitée alors par Air Paris en Twin Otter de 19 places.
Europ'Air avait conclu en 1974, avec Air Inter des accords d'assistance commerciale en matière de réservation de billetterie ainsi que d'informations concernant les horaires et tarifs.
Les pilotes de la compagnie étaient M. Roger Delmas, ancien commandant de l'Armée de l'air et instructeur chef-pilote sur Fouga qui sera aussi chef-pilote à l'aéroclub d'Angoulême puis M. Loriot.
La compagnie s'était associée à la compagnie Air Aquitaine.
La piste d'Angoulême - Bel Air étant trop courte, le Cessna d'Europ'Air ne pouvait accepter que 5 passagers maximum au lieu de 9. Il apparait donc vite que la ligne n'était pas rentable alors que la compagnie devait refuser des passagers. 
La ligne de Lyon accueillait 1 550 passagers par an avec une rentabilité à 5 000, elle était essentielle à l'aéroport de par l'implantation à Angoulême de la société Leroy-Somer, leader mondial en moteurs électriques, systèmes d'entraînement électromécaniques et électroniques et alternateurs industriels et possédant des implantations en région lyonnaise et en Ardèche.
La CCI d'Angoulême mettait fin à toutes les lignes de l'aéroport de Bel-Air en novembre 1974 à la suite de problèmes de piste.
La reprise de la ligne vers Lyon se faisait donc à Cognac en 1975, de l'aéroport civil de Cognac-Châteaubernard sur la  Base aérienne 709 de Cognac-Châteaubernard. 
723 passagers ont été transportés par la compagnie en 1975 qui disposait d'un effectif de 4 employés et qui réalisait un chiffre d'affaires de 754 441 francs (Hors taxe). La compagnie était en déficit.
Les deux compagnies, Air Aquitaine et Europ'Air déposaient le bilan en décembre 1976,.

## Le réseau
- Cognac - Angoulême - Lyon (Début des années 70)
- Angoulême - Lyon (1973-1974)
- Cognac - Lyon (1975-1976)

## Flotte
- Cessna 310[15]
- Piper PA-32-300[15]
- Cessna 402B (F-BUOK)[4],[16]
- Cessna 402A (F-BRSA)[17]

## Accident
Le 28 novembre 1973, le Cessna 402A d'Europ'Air, immatriculé F-BRSA, en provenance de Lyon-Bron et en approche sur l'aéroport d'Angoulême, s'écrase dans une forêt à 08 kilomètres de l'aéroport dans des circonstances inconnues faisant 4 blessés et 1 mort, le pilote Roger Delmas.  